# 카유가족

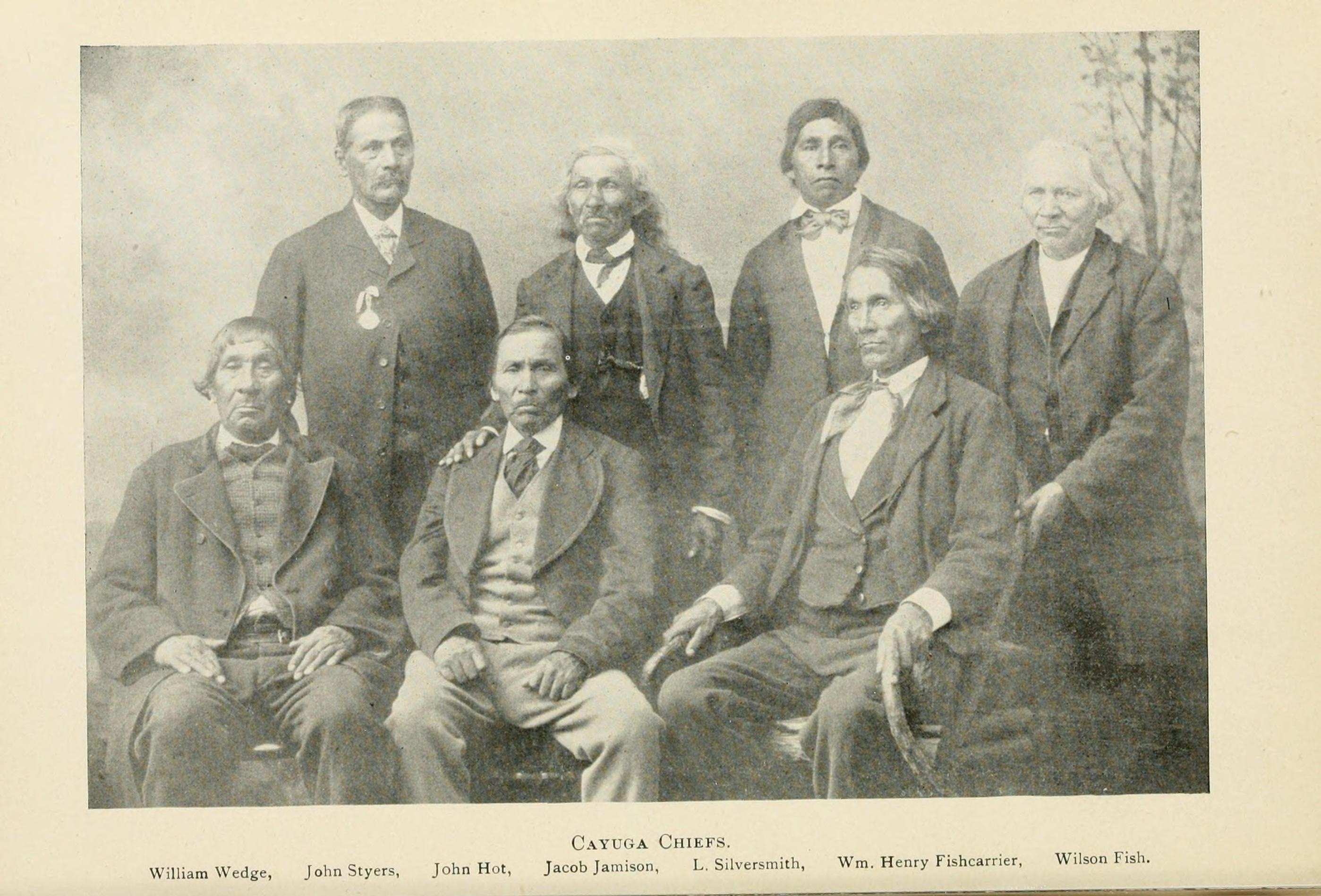
카유가 족 족장들

카유가족(Cayuga people) 또는 카유가 족은 글자 그대로는 ‘거대한 늪에 사는 사람들’이라는 의미이며, 뉴욕에 기반을 둔 미국 인디언들로 이로쿼이 연방을 이루는 여섯 부족 중의 하나였다. 이들의 고향은 카유가호를 따라 있는 핑거 호수 지역이었으며, 동쪽으로 그들의 연맹체 이웃인 오논가다족과 서쪽으로는 세네카족 사이에 위치하고 있었다. 오늘 날 카유가족은 온타리오에 있는 Six Nations of the Grand River First Nation에 속하며, ‘뉴욕 카유가 내이션’과 ‘오클라호마 세네카-카유가 족’이 있다.